# Драгомир Колдер
Драгомир Колдер (чеськ. Drahomír Kolder; 29 грудня 1925, Острава — 20 серпня 1972, Прага) — чехословацький комуністичний політик, член Політбюро ЦК Компартії Чехословаччини (КПЧ). Обіймав різні партійні посади, перебував у Політбюро ЦК КПЧ. Очолював комісію з реабілітації жертв політичних репресій. Був противником Празької весни, підписав звернення до керівництва КПРС із закликом втрутитися в чехословацькі події, що створило привід для вторгнення військ Варшавського договору у серпні 1968 року.

## Партійний функціонер
Народився у сім'ї шахтаря. З 14 років працював на шахті під Остравою. 1943 року, під час нацистської окупації, приєднався до комуністичного підпілля.
У 1946 році Колдер вступив до штатного апарату Комуністичної партії Чехословаччини (КПЧ). Був офіційним представником КПЧ в Остраві, потім переведено до Праги. З 1952 до 1954 рік пройшов курс у Вищій політичній школі при ЦК КПЧ.
Драгомир Колдер обіймав високі посади в ієрархії КПЧ. У 1954—1958 роках — завідувач відділу ЦК КПЧ. У 1958—1962 роках — секретар парторганізації КПЧ Північноморівського краю (одна з найбільших у країні). З 1961 року — член ЦК КПЧ, з 1962 року — член Політбюро. 1960 року обраний до Національних зборів.

## Комісія з реабілітації та Празька весна
У 1962—1963 роках Драгомир Колдер очолював спеціальну комісію ЦК КПЧ з реабілітації жертв репресій часів правління Клемента Ґотвальда. На закритому засіданні Політбюро 27 листопада 1962 року Колдер оголосив факти та документи, що не залишають сумніву в особистій відповідальності Ґотвальда за арешти та страти з політичних мотивів. Посмертно та прижиттєво було реабілітовано понад 400 осіб (зокрема засуджених за процесом Сланського). Результатом діяльності комісії Колдера стала також відставка та звільнення з політики великих діячів КПЧ, безпосередньо причетних до репресій — передусім колишнього міністра національної безпеки Карола Бацилека та секретаря ЦК Бруно Келера. Водночас діяльність комісії була суто секретною, інформація та рішення не підлягали оприлюдненню. Реабілітація розумілася як справа урядущої партії, до якої суспільство не отримало навіть символічного допуску.
З 1966 Драгомир Колдер став висловлюватися на користь перетворень у ЧССР, особливо економічних. Він приєднався до групи супротивників першого секретаря ЦК КПЧ Антоніна Новотни. У грудні 1967 року на засіданні Президії ЦК КПЧ Колдер підтримав усунення Новотного та голосував за Александера Дубчека.
Проте реформи Празької весни Драгомир Колдер зустрів вороже, вбачаючи у них «загрозу соціалізму». На початку 1968 року він ще продовжував тактично співпрацювати з реформ-комуністами, але незабаром приєднався до неосталіністичної групи Василя Біляка, Алоїса Індри та Вільяма Шалговича. Разом з Біляком, Індрою, Антоніном Капеком й Олдржихом Швесткою Колдер підписав т.з. «Лист-запрошення» до ЦК КПРС — звернення за «допомогою та підтримкою всіма наявними засобами» для «порятунку від небезпеки неминучої контрреволюції». Через кілька днів після передачі цього документа, 21 серпня 1968 року, відбулося вторгнення в Чехословаччину військ Варшавського договору.

## Період «Нормалізації»
Парадоксальним чином, 31 серпня 1968 року Драгомира Колдера знято з усіх партійних постів (позначилася репутація колишнього прихильника Дубчека). У жовтні його відправили до Софії, на посаду співробітника посольства ЧССР в НРБ. У Болгарії Колдер перебував майже рік.
Повернувшись до Чехословаччини, Драгомир Колдер обіймав апаратні посади середньої ланки. З кінця 1969 року був міністром — головою Центрального народного контролю в урядах Олдржиха Черніка та Любомира Штроугала. Був депутатом Федеральних зборів. Провадив курс «нормалізації», але до вищих органів влади більше не включався.

## Нагорода та стягнення посмертно
Драгомир Колдер раптово помер у віці 46 років. Голова Федеральних зборів ЧРСР Алоїс Індра, виступаючи перед депутатами, відзначив участь Колдера у «розгромі правих сил». Колдера посмертно нагороджено орденом Республіки.
Оксамитова революція 1989 року змусила КПЧ переглянути оцінки подій 1968 року. Нове партійне керівництво оголосило намір наслідувати курс Празької весни. Драгомира Колдера посмертно виключено з партії.